# Andreea Bănică
Andreea Bănică (n. 21 iunie 1978, Eforie Sud, Județul Constanța) este o cântăreață română.
A făcut parte din grupul "Exotic", împreună cu Claudia Pătrășcanu și Julia Chelaru, după care a înființat trupa "Blondy" împreună cu Cristina Rus.
După aceea a urmat o carieră solo, câștigând premii la festivaluri ca: Romanian Music Awards, Romanian Top Hits, MTV European Music Awards sau Balkan Music Awards. Piesele ei "Love In Brasil" și "Sexy" au ajuns numărul unu în topurile din România, Bulgaria și Serbia.

## Biografie și carieră
A debutat în muzică, după ce s-a făcut remarcată la Festivalul Mamaia din 1998. Alături de Claudia Pătrășcanu și Iulia Chelaru a pornit prima trupă de fete – Exotic. Prima lor piesa a fost „Sexy” și a avut un succes uriaș. În cei doi ani de activitate Exotic a lansat 3 single-uri („Uită-mă”, „Sexy” și „Un sărut”), toate însoțite de videoclip, și a înregistrat 2 albume: Sexxy și Pasional.
Andreea Bănică și-a urmat propriul drum, după destrămarea trupei Exotic, la fel ca cele două foste colege. În anul 2001 împreună cu Cristina Rus pornește proiectul „Blondy”. Cele două au lansat 3 albume („Atât de aproape”, „O parte din tine”, „Dulce și amar”) și o reeditare. Trupa Blondy a lansat 6 videoclipuri și a obținut premiul pentru cea mai bună trupă dance oferit de Radio România Actualități în 2003. Cristina Rus părăsește în anul 2005 formația, dedicându-se carierei solo.
Andreea Bănică a decis să continue sub aceeași titulatură. Primul succes l-a avut cu melodia „Dansez, dansez”, compusă de Laurențiu Duță care i-a compus și primul album solo. Acest pas a fost unul inspirat, astfel că albumul a obținut Discul de aur pentru vânzări, oferit de casa de discuri Cat Music. Albumul a mai avut două single-uri: „Îndrăgostiți” și „Dulce și amar”.
Și-a consolidat poziția în topul celor mai bine vândute artiste din România, cu single-ul „Fiesta”, Andreea Bănică ajungând pe primul loc în toate clasamentele muzicale românești. Andreea este nominalizată în cadrul premiilor MTV European Music Awards, la categoria Best Romanian Act. În cadrul galei de la Munchen, Andreea este desemnată câștigătoarea EMA 2007 – Best Romanian Act, cel mai important și mai dorit premiu muzical, venit ca o recunoaștere a succesului.
Văzând că a câștigat foarte multă notorietate, Andreea decide să renunțe la numele „Blondy” și urcă pe scenă cu propriul său nume – „Andreea Bănică”. Această schimbare s-a datorat și viitoarelor modificări de formulă, pe care avea să le facă în toamna lui 2007.
Al doilea album din cariera sa solo s-a intitulat „Rendez-vous”, album de pe care a fost extras și single-ul „Fiesta”. Cel de-al doilea extras de single a fost cel care dă și titlul albumului, „Rendez-vous”.
Mereu a oferit piese de mare succes și asta se datorează faptului că s-a implicat activ la crearea lor și a muncit cot-la-cot cu Laurențiu Duță, Marius Moga și Sandy Deac. Printre colaborările cu vedete avute până în 2007 se numără trupa "Simplu", Laurențiu Duță și Taraful din Clejani. În ceea ce privește videoclipurile realizate Andreea Banica a colaborat cu Bogdan Toader și Dragoș Buliga.
Andreea Bănică lansează la începutul anului 2008 un nou videoclip, realizat la piesa „Încredere”, care a fost regizat de Dragoș Buliga și demarează lucrările pentru un nou album. În primăvara aceluiași an intră pe piață un nou single „Hooky Song” feat Smiley. Melodia a fost compusă de producători care au mai lucrat cu artiști ca Leona Lewis și One Republic. Piesa are și un videoclip, regizat de Iulian Moga. 
Cariera sa muzicală trece pe locul doi în 2009, deoarece așteaptă venirea pe lume a fiicei sale. Deși nimeni nu se aștepta să lanseze ceva înainte să nască, artista lansează la jumătatea lunii martie un videoclip la piesa „Le Ri Ra”.
În august 2009 lansează la Callatis un nou single: „Samba”, în colaborare cu Dony.
În 2010, la RMA, Andreea câștigă „Best video” pentru clipul „Samba”. Tot în 2010 are o serie de concerte în Bulgaria, în cadrul unui turneu care o propulsează în rândul celor mai cunoscuți și apreciați artiști de la sud de Dunăre. Drept urmare, Samba devine cea mai difuzată piesă a anului 2010 în Bulgaria.
La începutul lui 2011 Andreea lansează albumul "Best Of" – un mix al celor mai importante piese din carieră și un nou single – Sexy. În cadrul premiilor RRA 2011, piesa „Love in Brasil” este desemnat cel mai bun cântec latino-dance. 
S-a măritat cu Lucian Mitrea, afacerist specializat în imobiliare. Din relație au rezultat doi plozi/puradei.  
Premii: 
- Best Female – Romanian Music Awards 2007, 2008, 2009,
- Romanian Act – MTV EMA – Munchen, 2007,
- Best Video – Romanian Music Awards 2010,
- Best Show – Romanian Music Awards 2011,
- Best Song – Romanian Music Awards 2011, 2012
- Best Dance – Media Music Awards 2012,
- Best Pop – Romanian Music Awards 2013,
- Best Video – Romanian Music Awards 2013,
- Golden Disc for selling Official Sony Music Label 2010 și
- Golden Digital for selling Official Sony Music Label 2013

sunt doar câteva dintre recomandările care o clasează pe Andreea în topul celor mai apreciați artiști români.
Din 19 iunie 2017 ea a devenit prezentatoare la "Bravo, ai stil!", înlocuind-o pe Ilinca Vandici aflată în concediu de maternitate, în sezonul 2 al acestei emisiuni.

## Discografie

### Single-uri
- 2007
  - „Dulce și amar”
  - „Rendez-vous”
- 2008
  - „Încredere”
  - „Hooky Song” (feat. Smiley)
- 2009
  - „Le Ri Ra”
  - „Îndrăgostiți”
  - „Samba” (feat. Dony)
- 2010: „Love in Brasil”
- 2011
  - „Sexy”
  - „Electrified”
- 2012
  - „Shining Heart” (feat. Laurențiu Duță)
  - „Could U”
- 2013
  - „În lipsa ta” (feat. What's UP)
  - „Bumerang” (feat. Kio)
- 2014
  - „Rupem boxele” (feat. Shift)
  - „Dor de mare”
  - „Același iubit”
- 2015
  - „Doi” (feat. Kaira)
  - „Red Lips” (feat. Aggro Santos)
  - „Ale” (feat. Narcotic Sound & Christian D)
  - „Supererou”
  - „Una palabra” (feat. Sunrise Inc.)
  - „Hoț de inimi”
- 2016: „Rain in July” (feat. Geørge)
- 2017
  - „Linda” (feat. Veo)
  - „Departamentul de relații” (feat. UDDI)
  - „Ce vrei de la mine” (feat. Balkan)

### Albume de studio
- 2005: Dansez, dansez
- 2007: Rendez-Vous

### EP-uri
- 2010: Love In Brazil

### Compilații
- 2011: Best Of[5]